# Riu Guadalest
El riu Guadalest (o de Guadalest) és un riu del sud del País Valencià que travessa la Vall de Guadalest (a la Marina Baixa) i és el principal afluent del riu Algar.
Neix per la confluència dels barrancs de Fabara i Beniardà, al port de Confrides, entre les serres de la Serrella i Aitana. Com la majoria de les rambles i rius mediterranis, el Guadalest es caracteritza per la irregularitat interanual del seu cabal, amb un llarg període d'estiatge a l'estiu, i les crescudes a les estacions plujoses de tardor i primavera. Amb l'objectiu de regular el riu per tal de protegir els municipis de la seua conca de les crescudes, es va construir l'embassament de Guadalest que permet l'abastiment d'aigua per a la població i el regadiu. Actualment el turisme de la zona litoral de la comarca és la principal demanda.
El riu Guadalest desemboca al riu Algar en el paratge de l'Algepsar, entre Callosa d'en Sarrià i Altea, a escassos quilòmetres de la desembocadura del principal. El principal afluent del Guadalest és el barranc de Xirles, pel marge esquerre, provinent de la serra d'Aitana.